# Centaurea gymnocarpa
Centaurea gymnocarpa — вид квіткових рослин айстрових (Asteraceae). Ендемік Італії (острів Капрая).

## Морфологічна характеристика
Ця багаторічна рослина має дерев'янисту основу і довге стебло, що досягає висоти від 80 до 100 см. Рослина вкрита густими короткими волосками, що надає рослині сірувато-білий вигляд. Листя дещо м’ясисте, здається зеленим зверху і сірувато-білим знизу, а старе листя зберігається біля основи. C. gymnocarpa цвіте в травні, утворюючи крихітні рожеві квіти в компактній квітковій головці. Гібрид із спорідненим видом Centaurea cineraria іноді використовують у садах як декоративну рослину.

## Поширення та середовище проживання
Centaurea gymnocarpa є ендеміком Італії та зустрічається лише на Капраї, невеликому острові, розташованому в Тосканському архіпелазі, при цьому вид поширений у восьми субпопуляціях на поверхні острова. Його природні місця проживання — чагарникова рослинність середземноморського типу і скелясті ділянки, поселяючись в тріщинах і тріщинах скель.